# Brian Marshall
Brian Aubrey Marshall (* 24. dubna 1973, Jackson, Mississippi, USA) je americký baskytarista, který se stal spoluzakladatelem kapel Creed a Alter Bridge. Je také spolumajitelem hotelu jménem „Mango Moon“ v Kostarice spolu se svou manželkou.

## Hudební kariéra

### Začátky
Svoji hudební kariéru zahájil hraním na bicí svého otce. Říká, že poté, co několikrát poškrábal tatínkovu bicí soupravu, otec rozhodl, že je načase mu koupit basovou kytaru. Jako svoje hlavní vlivy uvádí Steva Harrise, Johna Entwistlea, Geddyho Lee, Justina Chancellora a Douga Pinnicka.

### Creed: 1994–2000
Poté, co jej Scott Stapp a Mark Tremonti přijali jako plnohodnotného člena kapely, přišel s nápadem pojmenovat skupinu, dříve známou jako Naked Toddler, názvem Creed – po kapele Mattox Creed, ve které dříve působil. Členem Creed byl až do konce roku 2000, kdy ho osobní problémy se zpěvákem Scottem Stappem vedly k opuštění kapely. Některé zdroje však uvádějí, že byl vyhozen. Marshall sám o tomto mlčí, důvody svého odchodu neuvádí.
Na třetím albu kapely Creed „Weathered“ nahrál basový part Mark Tremonti, na koncertech hrál basu Brett Hestla.

### Obnovení: 2009 – současnost
Po měsících spekulací bylo v dubnu 2009 oznámeno, že se kapela Creed reformovala a Marshall je zpátky v kapele. Hraje na „Full Circle“, novém albu, vydaném v říjnu 2009. Skupina absolvovala turné k podpoře „Full Circle“ v USA, Kanadě, Evropě, Austrálii a Jižní Americe během letních měsíců roku 2009 a 2010. Marshall kdysi uvedl, že už nikdy nebude hrát na stejném pódiu se Scottem Stappem, ale později po obnovení Creed řekl, že je šťastný, že je zpátky v kapele.

### Grand Luxx: 2001–2004
Po opuštění Creed v roce 2000 řekl, že si nějaký čas potřeboval od muziky odpočinout a “pročistit si hlavu”, než se později k hudbě opět vrátil. V roce 2001 začal skládat a nahrávat s kapelou jménem Grand Luxx, kterou založil se svými bývalými spoluhráči s Mattox Creed, kytaristou Danem Bartleym a bubeníkem Hardy Mattoxem. Později se připojil zpěvák Matt Knabe, který předtím hrál ve skupině jménem Project Simon, a nově utvořený kvartet začal nahrávat písničky. Marshall sám k tomu uvedl: “ Řekl bych, že naše hudba je rock, ale je velmi eklektický a myslím, že může oslovit široké publikum. Jsme trochu alternativní a jsou zde i hardrockové kytarové riffy. A Matt přináší trochu popového cítění, protože jeho vlivy jsou David Bowie a The Cult. Také uvedl, že se “ trochu přenesl do jiné role” a to větším podílem práce na produkci. Během července 2001 skupina odehrála pár koncertů a měla plány nahrát album, které však padly. Během této doby byl také členem kapely jménem Head Heavy.

### Alter Bridge: 2004 – současnost
Přestože se tyto projekty začaly rozjíždět, byl osloven Tremontim a ex Creed bubeníkem Scottem Phillipsem, aby se připojil k nově vznikající kapele. Po pojmenování nové kapely názvem Alter Bridge, Tremonti kontaktoval Mylese Kennedyho (ex The Mayfield Four) a nabídl mu, zda by se nechtěl stát jejich zpěvákem.
Alter Bridge vznikl oficiálně v lednu roce 2004 a jejich debutové album „One Day Remains“ bylo vydáno v srpnu téhož roku. Jejich druhé album „Blackbird“ bylo vydáno v říjnu 2007, třetí "AB III" vydali v říjnu 2010. Nejnovější album Fortress bylo vydáno v září 2013.

## Osobní život
Co se vzdělání týká, absolvoval Choctawhatchee Senior High School (1988–1991), Tallahasee Community College (1991–1993) a Florida State University (1993–1995), kterou dokončil s bakalářským titulem.
Rozvedený s Donnou Marií Reynolds, Brian žije nyní v Orlandu na Floridě s přítelkyní Melanií a jejich synem Cooperem.

## Diskografie

### Alba vydaná sCreed
- My Own Prison (1997)
- Human Clay (1999)
- Full Circle (2009)

### Alba vydaná sAlter Bridge
- One Day Remains (2004)
- Blackbird (2007
- AB III (2010)
- Fortress (2013)